# Glossematica
La glossematica (dal greco γλῶσσα, glossa 'lingua' o 'linguaggio', e più precisamente da glossema) è una teoria linguistica e semiotica sviluppata dallo studioso linguista danese Louis Hjelmslev.
È uno sviluppo della linguistica strutturale di Ferdinand de Saussure.
Accanto al Circolo di Praga, al Formalismo russo e allo stesso strutturalismo, la scuola danese  ha costituito uno dei più importanti centri europei di riflessione sul linguaggio, contribuendo a creare una solida base teorica per l'intera filosofia del linguaggio del Novecento (da non confondersi con la filosofia analitica anglosassone).
Secondo i principi esposti dallo stesso Hjelmslev nei suoi Fondamenti della teoria del linguaggio (1943), la glossematica è una teoria sull'analisi dei testi che prende come oggetto d'esame le relazioni tra i singoli elementi che costituiscono il testo analizzato. 

## Teoria
In conformità alla linguistica strutturale, ogni elemento del testo viene considerato su due piani (o assi) differenti (vedi Assi del linguaggio):
- sull'asse sintagmatico la parola viene considerata in relazione con tutte le altre parole presenti all'interno del testo stesso (relazione in praesentia);
- sull'asse paradigmatico la parola viene considerata in correlazione a tutti i termini della sua stessa categoria che possono essere sostituiti alla parola stessa, ad es. nomi, articoli, avverbi ecc (relazione in absentia).

Indipendentemente dall'asse preso in considerazione, ogni coppia di termini può essere collegata solo da tre funzioni diverse:
- interdipendenza (K↔K): funzione tra due costanti in cui la presenza di ciascun termine presuppone la presenza dell'altro;
- determinazione (K←V): funzione tra una costante e una variabile in cui la variabile determina la presenza della costante e non il contrario;
- costellazione (V|V): funzione tra due variabili in cui la presenza di ciascun termine non presuppone la presenza dell'altro.

Da queste due classificazioni congiunte, ossia dall'asse su cui si trovano i termini e dalla relazione tra i due termini, possiamo ottenere sei tipi diversi di funzione:
- solidarietà (K~K): interdipendenza sull'asse sintagmatico;
- complementarità (K⊥K): interdipendenza sull'asse paradigmatico;
- selezione (V→K): determinazione sull'asse sintagmatico;
- specificazione (V|-K): determinazione sull'asse paradigmatico;
- combinazione (V-V): costellazione sull'asse sintagmatico;
- autonomia (V†V): costellazione sull'asse paradigmatico.